# (5578) Takakura
(5578) Takakura est un astéroïde de la ceinture principale.

## Description
(5578) Takakura est un astéroïde de la ceinture principale. Il fut découvert le 28 janvier 1987 à Ojima par Tsuneo Niijima et Takeshi Urata. Il présente une orbite caractérisée par un demi-grand axe de 2,91 UA, une excentricité de 0,08 et une inclinaison de 2,0° par rapport à l'écliptique.

## Compléments